# 1991 en Israël
Chronologie d'Israël (en)
- 1987
- 1988
- 1989
- 1990
- 1991
- 1992
- 1993
- 1994
- 1995

Cette page concerne les évènements survenus en 1991 en Israël  :

## Évènement
- 17 janvier-28 février : Bombardement d'Israël par l'Irak
- 24 mai : Opération Salomon
- 30 octobre : Conférence de Madrid

## Sport
- Organisation du championnat d'Europe féminin de basket-ball

## Culture
- Participation d'Israël au concours de l'Eurovision (en)

### Sortie de film
- Cup Final
- Izkor, les esclaves de la mémoire

## Création
- Bnei Sakhnin FC
- Bustan Abraham
- Courier (en) quotidien israélien en langue russe.

## Naissance
- Yaki Adamker (he), journaliste.
- Tom Gal (he), acteur.
- Dar Zuzovsky (he)
- Guy Lipka (he), footballeur.
- Ira Raviv (he), musicien.
- Roni dalumi (he), musicien.
- kobi marimi, chanteur.
- Imri Ziv, chanteur.
- Yityish Titi Aynaw, mannequin.
- Jade Daiches Weeks (he), actrice.

## Décès
- Raphael Abuhav (he), compositeur.
- Avraham Erlik (he), architecte.